# Gongylidiellum latebricola
Gongylidiellum latebricola es una especie de araña araneomorfa del género Gongylidiellum, familia Linyphiidae. Fue descrita científicamente por O. Pickard-Cambridge en 1871.
Se distribuye por Europa, Rusia (Europa a Siberia Occidental). El cuerpo del macho mide aproximadamente 1,3-1,6 milímetros de longitud y el de la hembra 1,3-1,9 milímetros.